# 張邦信
張邦信（1481年—1549年），字德孚，號白山，浙江紹興府嵊縣廿八都人，軍籍。明朝政治人物。

## 生平
生于成化十七年辛丑十二月廿六日。正德二年（1507年）丁卯科浙江乡试舉人，九年（1514年）甲戌科三甲第二百十一名進士，初任刑部主事，升广西司员外郎，嘉靖二年（1523年）五月出任广西按察司佥事，分巡苍梧、桂林道，参与征讨广西田州土官岑猛。嘉靖六年（1527），王阳明入广西镇压思恩、田州首领卢苏、王受叛乱，张邦信是其下属，故其名屡见于阳明奏疏中。嘉靖十年因与巡按御史不合，辞官归乡。卒于嘉靖二十八年己酉六月廿五日。著有《白山诗稿》。

## 家族
祖父张樵，字隐公，义官。父张照，字希临。母裘氏，繼母房氏。娶太平邢氏，生子二：组、绅。侧室俞氏，生子六：绂、绛、约、缵、绰、䋍；女一，适廿九都裘嘉童。